# Dendronephthya kukenthali
Dendronephthya kukenthali is een zachte koraalsoort uit de familie Nephtheidae. De koraalsoort komt uit het geslacht Dendronephthya. Dendronephthya kukenthali werd in 1908 voor het eerst wetenschappelijk beschreven door Gravier. 